# Morphix
Morphix est une ancienne distribution GNU/Linux basée sur la distribution Debian et dérivée de Knoppix.
Cette distribution ne nécessitait pas d'installation pour pouvoir l'utiliser. Il suffisait d'insérer le CD-ROM dans le lecteur au démarrage de l'ordinateur, c'était un live CD. Toutefois, une option permettait par la suite de l'installer sur un disque dur, ou de sauvegarder ses fichiers sur le disque optique réinscriptible.
Plusieurs versions existaient (jeux, bureautique, etc.), toutes en anglais. La dernière version - encore disponible sur SourceForge.net - date de novembre 2007.
La page d'accueil du projet explique que les moyens trop limités (manque de temps, manque de  développeurs, manque d'intérêt pour le projet) n'étaient pas à la hauteur des ambitions d'une distribution Gnu/Linux moderne de qualité, et renvoie aux projets Debian_Live et Knoppix.
La distribution Ubuntu (la première version Warty ayant été distribuée au second semestre 2004) s'appuie sur la Morphix pour offrir non seulement un live CD, mais aussi une distribution complète.